# Benito Quinquela Martín
Benito Quinquela Martín (1er mars 1890 – 28 janvier 1977) est un peintre argentin né à La Boca, Buenos Aires. Quinquela Martín est considéré comme le peintre par excellence du port et il est l'un des peintres les plus populaires d'Argentine. Ses œuvres dépeignent des scènes de la vie quotidienne du port de La Boca.
Âgé de quelques jours, Quinquela Martin est abandonné dans un couvent et la date de naissance qu'on connaît aujourd'hui est une déduction faite par les religieuses qui l'ont trouvé.
Quinquela est adopté par la famille Chinchella, nom que le peintre change en Quinquela pour sa prononciation en espagnol.

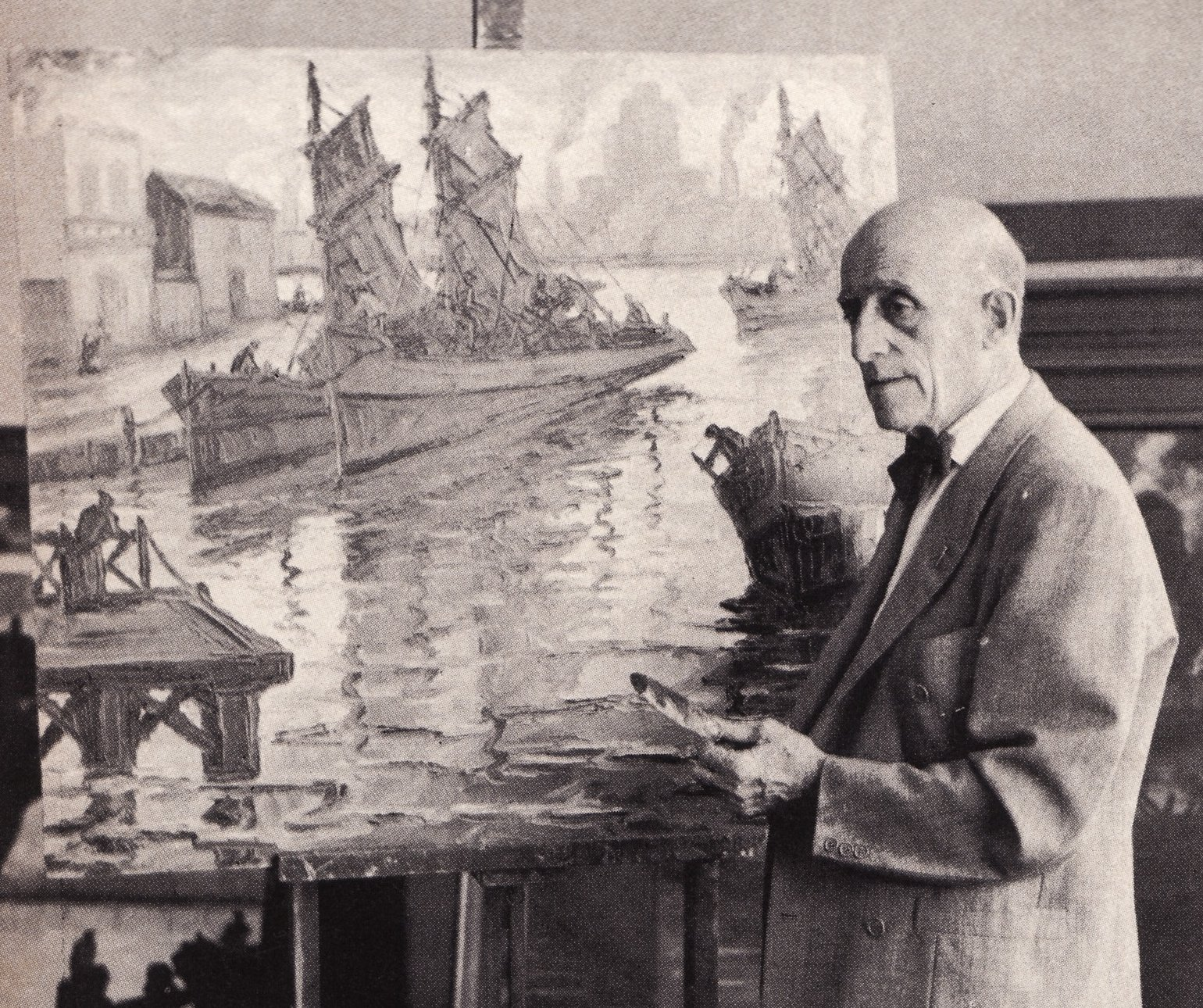
Benito Quinquela Martin

Adolescent, il travaille au dépôt de charbon avec sa famille et prend des cours dans un atelier avec Alfredo Lazzari, son premier professeur et mentor, qui lui enseigne la liberté dans l'art. Quinquela utilise la spatule pour faire ses œuvres au lieu d'une brosse.
Il est bien connu pour montrer dans ses peintures des personnages et sujets liés aux travailleurs, notamment dans le port de La Boca.
Le Musée Quinquela Martin, son ancien atelier, est fondé en 1938. C'est une donation qu'il a faite pour contribuer à l’éducation de son quartier.

## Premières années
Âgé de 21 jours, en 1890, Quinquela est abandonné dans un couvent qui fonctionne comme une maison d'enfants : "La Casa de Expositos" . Les religieuses estiment que sa date de naissance est le 1er mars. À l'âge de 6 ans, Quinquela est adopté par la famille Chinchella : son père Manuel Chinchella est un immigrant italien et sa mère Justina Molina est une Argentine qui vient de la province de Entre Rios et qui a une ascendance aborigène. Ils travaillent dans un dépôt de charbon dans le quartier de La Boca où Quinquela commence à travailler plus tard pour aider sa famille.
Adolescent, il travaille dans le port de La Boca comme ouvrier de décharge et en même temps il prend des cours de dessin pour la première fois avec un menuisier. Peu de temps après, Quinquela prend des cours dans un atelier avec son mentor Alfredo Lazzari, un artiste italien avec une formation académique qui est connu pour dessiner sur des petits morceaux de papiers. Avec lui Quinquela apprend des techniques et la liberté pour réaliser ses œuvres. Il commence à développer son style et sa personnalité dans la peinture. À cause d'une maladie, Quinquela se déplace à Cordoba, une autre province argentine dans le centre du pays. À son retour, il installe son atelier dans la charbonnerie de son père.

## Reconnaissance et succès international

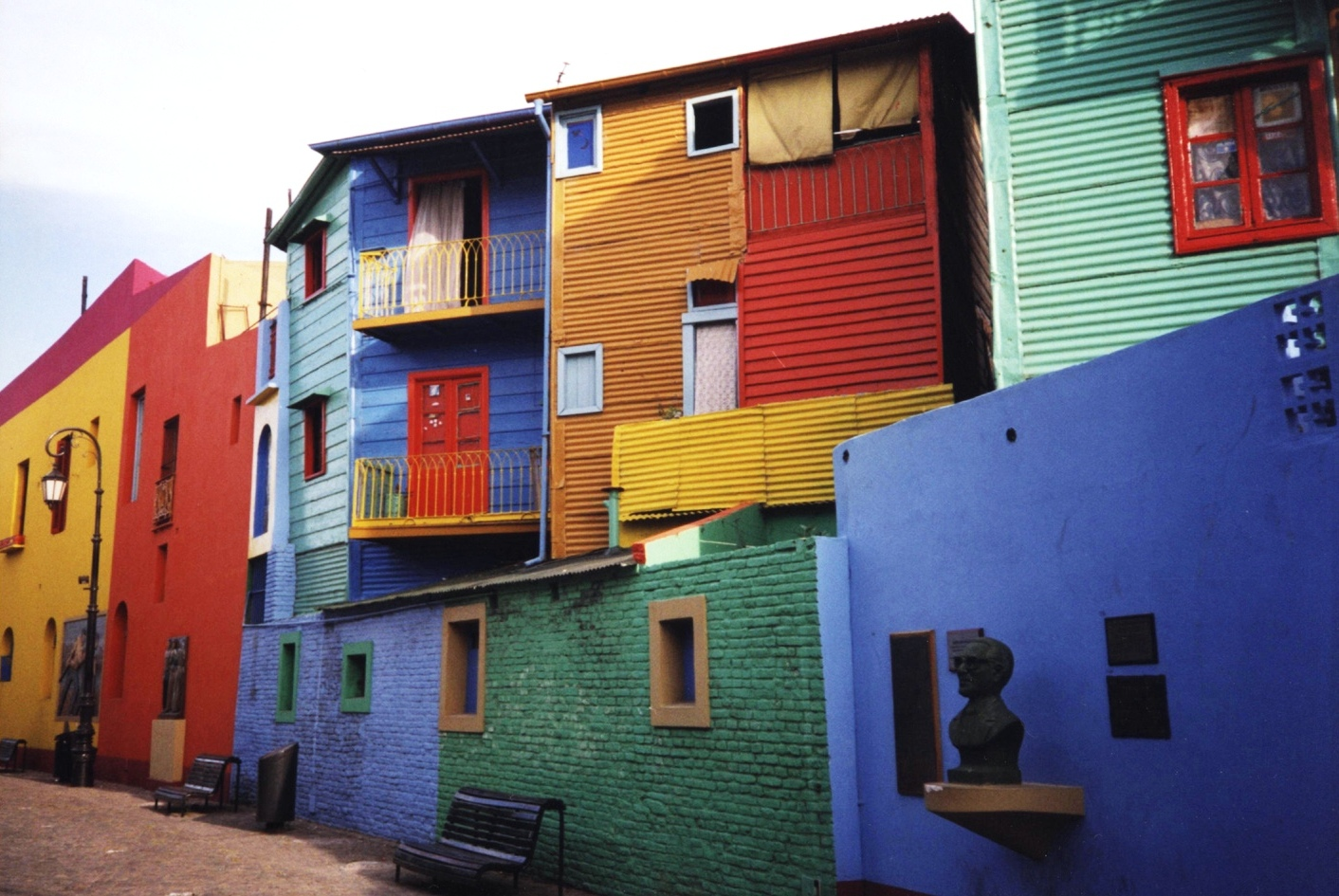
La Boca.

La première exposition de Quinquela a lieu en 1910 dans la Sociedad Ligure. Ensuite, Quinquela essaye de s'insérer dans la société des beaux arts qui à ce moment-là est dominée par l'aristocratie, en envoyant ses œuvres au Salon national d'arts plastiques mais elles sont refusées à cause de l'appartenance à l'école de Barracas en référence à son origine, le quartier de La Boca, et aussi à l'objet de ses œuvres le peuple.
Quinquela et des autres artistes décident alors d'organiser en 1914 un salon d’œuvres refusées en se révoltant contre la Commission nationale des beaux arts et contre sa réticence à accepter l'art populaire.
En 1918, après une longue lutte et grâce aussi à des connaissances, Quinquela expose sa peinture au Salon national des beaux arts, ce qui signifie sa reconnaissance officielle. Une année plus tard, Quinquela décide de changer son nom Chinchella par Quinquela, lequel est son équivalent en prononciation espagnole.
Après avoir reçu quelques prix, il expose notamment à Rio de Janeiro, Madrid, Paris, New York et Londres avec des résultats très positifs.
En 1935, il commence à faire des œuvres à l'extérieur afin d'être en contact avec le peuple de La Boca.

## La Boca
La Boca est un quartier de Buenos Aires qui est influencé par les immigrants européens de l'époque, spécialement italiens. Il est caractérisé par une atmosphère communautaire, des gens de classe ouvrière et engagés politiquement, qui forment des syndicats et aussi des entités culturelles. Toute cette atmosphère influence notablement les peintures de Quinquela.
En 1950, Quinquela et un groupe d'habitants de La Boca décident de récupérer une voie de train abandonnée et en 1959 l'endroit est récupéré et les façades des maisons sont peintes avec des couleurs différentes. Grâce à Quinquela, finalement le gouvernement déclare cet endroit patrimoine de la ville de Buenos Aires ("patrimonio de la Ciudad de Buenos Aires ").

## Activité philanthropique
Quinquela donne à l'État plusieurs terrains afin de construire des écoles. En 1936, l'École Musée Pedro de Mendoza est construite (aujourd'hui Musée des beaux arts de La Boca) et après il fonde un centre de santé qui devient plus tard un jardin d'enfants. Dans ces terrains donnés se construit aussi l'Institut déontologique pour enfants et le Théâtre de la Ribera.

## Œuvres connues
Elevadores a pleno sol (1945) : Musée national des beaux-arts d'Argentine